# Mandrosohasina
Mandrosohasina est une commune urbaine malgache, située dans la partie sud de la région de Vakinankaratra.